# مریزویل (میشیگان)
مریزویل، میشیگان (به انگلیسی: Marysville, Michigan) یک شهر در ایالات متحده آمریکا با جمعیت ۹٬۹۵۹ نفر است که در میشیگان واقع شده‌است.

## موقعیت جغرافیایی
موقعیت جغرافیایی شهرها و مناطق اطراف به شرح زیر است: